# 센터 (농구)
센터(Center, C) 또는 센터(centre)는 5번, 빅맨, 피벗이라고도 불리는, 정규 농구 경기에서 다섯 가지 포지션 중 하나이다. 센터는 거의 항상 팀에서 가장 키가 큰 선수이며, 종종 상당한 힘과 체중도 가지고 있다. NBA에서 센터는 일반적으로 7 피트 (2.13 m)에 가까운 키를 가지고 있으며, WNBA 센터는 일반적으로 6 피트 4 인치 (1.93 m) 이상이다. 센터는 전통적으로 로우 포스트의 골대 근처에서 플레이한다. NBA 역사상 가장 키가 큰 두 선수인 마누트 볼과 게오르게 무레샨은 모두 센터였으며, 각각 7 피트 7 인치 (2.31 m)의 키를 가지고 있었다.
센터는 수비에서 높은 성공률의 근거리 시도로부터 자신들의 골대를 보호하는 능력뿐만 아니라, 공격에서 높은 효율성으로 득점하고 리바운드하는 능력 때문에 가치가 높다. 1950년대와 1960년대에는 조지 마이컨과 빌 러셀이 우승 왕조의 핵심 선수였으며 초기 센터의 전형을 정의했다. 그러나 1979-80 시즌에 3점슛이 추가되면서 NBA 농구는 점차 외곽 지향적으로 변모했고 전통적인 센터의 중요성이 감소했다. 현대의 빅맨에는 니콜라 요키치와 같은 엘리트 플레이메이커와 패서, 조엘 엠비드와 빅토르 웸바냐마와 같은 다재다능한 득점원이 포함된다.

## 역사

### 1940년대–1950년대: 등장과 조지 마이컨 시대

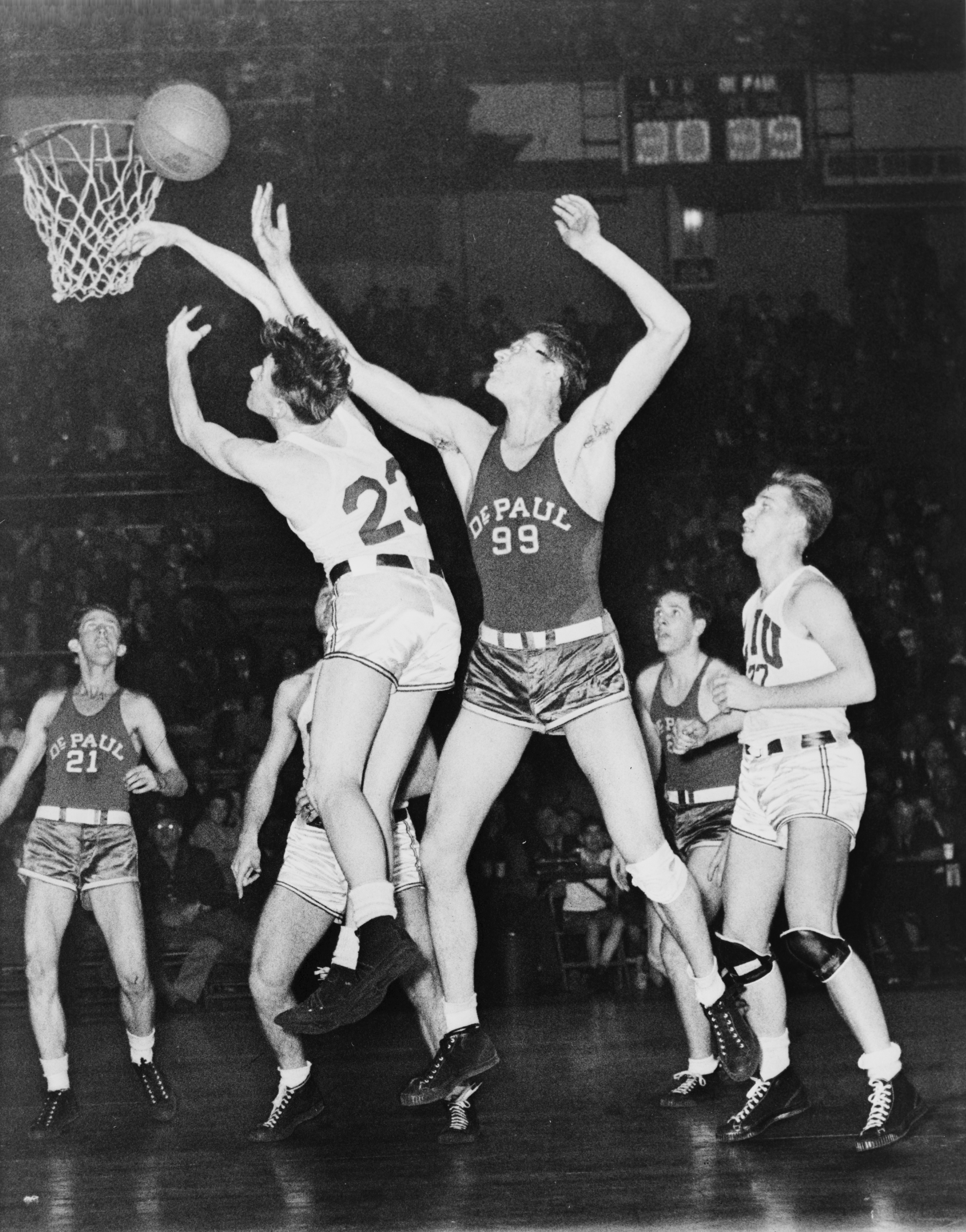
99번의 조지 마이컨

센터는 특히 NBA와 같은 프로 리그에서 성공적인 팀을 위한 필수 구성 요소로 간주된다. 위대한 센터는 NBA와 NCAA 모두에서 대부분의 왕조의 기반이 되었다. 1940년대까지 무스 크라우스와 같은 지배적인 센터조차도 특별히 키가 크지는 않았다. 그러다가 6 ft 10 in (2.08 m)의 조지 마이컨과 7 ft 0 in (2.13 m)의 밥 커랜드가 예외적으로 키가 큰 센터로서 선구적인 역할을 했으며, 키 큰 선수는 농구를 잘할 수 있는 민첩성과 협응력을 개발할 수 없다는 널리 퍼진 인식을 깨뜨리고 지배적인 빅맨의 역할을 도입했다. 커랜드는 오클라호마 스테이트 시절 이후 프로 농구를 해본 적이 없지만, 마이컨은 드폴을 NIT 우승으로 이끈 후 1946년에 프로로 전향했다. 그는 10년의 경력(1946-56) 동안 7개의 내셔널 농구 리그, 아메리카 농구 협회 및 NBA 챔피언십 우승을 차지했으며, 그 중 9개는 미니애폴리스 레이커스와 함께였다. 키를 사용하여 상대 선수를 지배한 마이컨은 훅슛과 샷 블록을 발명했다. 그 결과 NCAA는 나중에 NBA와 함께 골텐딩 규칙을 채택했고, 1951년 NBA는 파울 레인을 넓혔는데, 이 결정은 마이컨 룰로 알려져 있다.

### 1960년대: 빌 러셀–윌트 체임벌린 시대

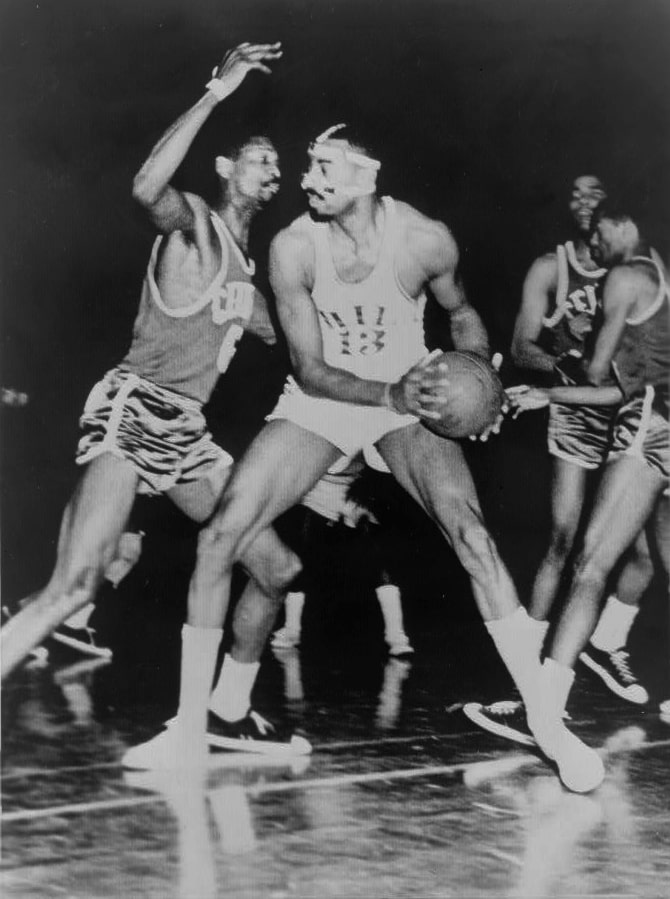
빌 러셀 (왼쪽)과 윌트 체임벌린 (오른쪽)

1960년대에 빌 러셀과 윌트 체임벌린은 이전 센터보다 더 높은 수준의 운동 능력을 키와 결합하여 농구를 더욱 변화시켰다. 조지 마이컨의 은퇴 이후 두 빅맨의 라이벌 관계가 NBA를 지배하게 되었다. 챔벌린과 러셀은 1958년부터 1969년까지 11년 동안 열린 11개의 MVP 중 9개를 차지했으며, 1959년부터 1969년까지 6번의 동부 콘퍼런스 결승과 2번의 NBA 결승에서 맞붙었다. 이 두 선수가 세운 많은 기록은 오늘날까지도 유지되고 있다. 가장 주목할 만한 것은 챔벌린과 러셀이 리바운드에서 상위 18개의 시즌 평균 기록을 보유하고 있다는 것이다.
빌 러셀은 샌프란시스코 대학교를 두 차례 연속 NCAA 챔피언십 우승(1955, 56)으로 이끌었다. 그는 보스턴 셀틱스에 합류하여 13년 경력(1956-69) 동안 11번의 우승과 5번의 MVP를 수상하며 NBA 역사상 가장 위대한 왕조 중 하나가 되는 데 기여했다. 러셀은 샷 블록, 리바운드 및 신체적인 대인방어로 수비 전략에 혁명을 일으켰다. 그는 셀틱스 공격의 중심 선수는 아니었지만, 팀 득점의 대부분은 러셀이 수비 리바운드를 잡고 특히 포인트 가드 밥 쿠지에게 정확한 아웃렛 패스를 통해 속공을 시작할 때 이루어졌다. NBA 최초의 아프리카계 미국인 슈퍼스타인 러셀은 보스턴 팬들로부터 인종차별을 겪으며 선수 생활 내내 어려움을 겪었다. 특히 1966-67 시즌 이후에는 어떤 주요 스포츠에서도 최초의 아프리카계 미국인 선수 겸 코치로 지명되었을 때 더욱 심했다.
그의 주요 라이벌인 윌트 체임벌린은 키 7 ft 1 in (2.16 m), 체중 275 파운드 (125 kg)로 러셀의 지원 선수가 부족했다. 체임벌린은 캔자스 제이호크스에서 대학 농구를 했으며, 1957년 결승전에서 노스캐롤라이나 타 힐스를 상대로 팀을 이끌었다. 제이호크스는 삼중 연장에서 1점 차로 패했지만, 체임벌린은 토너먼트 최우수 선수로 선정되었다. NBA의 필라델피아 워리어스에 1959년 합류하기 전 할렘 글로브트로터스에서 잠시 활동했던 체임벌린은 1967년 필라델피아 세븐티식서스와 1972년 로스앤젤레스 레이커스에서 두 번의 우승을 차지했지만, 그의 팀은 동부 콘퍼런스와 NBA 결승에서 셀틱스에게 반복적으로 패했으며, 1970년과 1973년에는 윌리스 리드의 뉴욕 닉스에게 NBA 결승에서 두 번 패했다. 그는 또한 7번의 득점왕, 11번의 리바운드왕, 4번의 정규 시즌 MVP를 수상했으며, 1960년에는 이 상을 받은 최초의 신인이라는 영예를 안았다. 그의 시대 어떤 선수보다 강한 그는 보통 마음대로 득점하고 리바운드할 수 있었다. 끊임없는 더블 및 트리플 팀, 그리고 형편없는 자유투 실책을 악용하려는 파울 전략의 대상이었음에도 불구하고, 그는 깨지지 않은 많은 기록을 세웠다. 가장 주목할 만한 것은 체임벌린이 NBA 역사상 한 시즌에 평균 50점 이상을 기록하고 단일 경기에서 100점을 기록한 유일한 선수라는 것이다 (둘 다 1961-62 시즌 필라델피아 워리어스 소속으로). 그는 또한 NBA 통산 리바운드 평균 (27.2), 단일 경기 리바운드 (55), 및 통산 리바운드 (23,924) 기록을 보유하고 있다. 체임벌린은 득점과 리바운드에 탁월했지만, 빅맨 치고는 능숙한 패서이기도 했다. 세븐티식서스에서 뛰던 시절 체임벌린은 경기당 약 7개의 어시스트를 기록했으며, 1967-68 시즌에는 총 702개의 어시스트로 리그 전체 어시스트를 이끌기도 했다.
이 시대의 덜 알려진 센터는 네이트 서몬드로, 그는 처음에 샌프란시스코 워리어스에서 체임벌린과 반대되는 포워드 포지션을 뛰었지만, 체임벌린이 새로운 필라델피아 프랜차이즈로 트레이드된 후 센터로 이동했다. 그는 결코 우승을 차지하지 못했지만, 서몬드는 리그 최고의 스크린 설정자으로 알려졌으며, 1966-67 시즌과 1967-68 시즌에 경기당 21.3개와 22.0개의 리바운드 평균은 체임벌린과 러셀만이 능가했다.

### 1970년대–1980년대: 카림 압둘 자바 시대

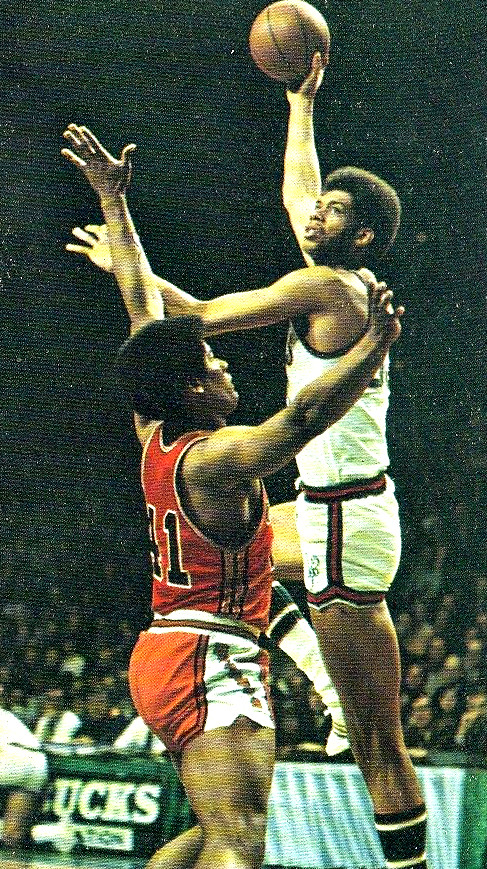
카림 압둘 자바 (오른쪽) 대 웨스 언셀드 (왼쪽)

1960년대 셀틱스 왕조와 달리, 1970년대는 8개의 다른 챔피언과 연속 우승 팀이 없는 NBA의 균형의 시대였다. 대학 수준에서 UCLA 브루인스는 존 우든 감독 아래 1967년부터 1973년까지 7번 연속 우승하며 NCAA 농구 역사상 가장 위대한 왕조를 건설했다. UCLA는 이미 1964년과 1965년에 프레싱과 가드 플레이를 강조하는 팀으로 두 번 연속 우승했다. 1966년에 우승하지 못한 후, 우든의 팀은 루 알신더가 자격을 얻자 스타일을 변경했다. 그는 1967, 68, 69년에 UCLA를 3번의 우승으로 이끌면서 최초의 네이스미스 대학 올해의 선수상을 수상했다. 대학 선수 생활 동안 NCAA는 주로 알신더의 압도적인 사용 때문에 덩크슛을 금지했다. 1969년 밀워키 벅스와 함께 NBA에 입성한 것은 시기적절했다. 빌 러셀이 은퇴했고 윌트 체임벌린은 33세였고 부상에 점점 더 시달리고 있었다. 전설적인 포인트 가드 오스카 로버트슨과 팀을 이룬 벅스를 1971년 NBA 챔피언십으로 이끈 후, 이슬람교로 개종한 알신더는 그의 이름을 카림 압둘 자바로 바꿨다. 1975년 압둘 자바는 로스앤젤레스 레이커스로 트레이드되었고, 1980년 포인트 가드 매직 존슨이 합류한 후 5번의 NBA 타이틀(1980, 82, 85, 87, 88)을 획득한 새로운 레이커스 왕조의 일원이 되었다. 또한 압둘 자바는 6번의 정규 시즌 MVP 상(1971, 72, 74, 76, 77, 80)을 수상했다. 키 7'2"(2.18m), 체중 235파운드(106kg)인 그는 전성기 체임벌린의 힘은 부족했지만, 팔 길이가 더 길었고, 결국에는 20년 동안 뛰게 해준 엄격한 체력 단련을 통해 더 오래 버텼다. 당시 NBA 역사상 가장 긴 경력이었다. 공격적으로 그는 키와 팔 길이 때문에 거의 블록하기 불가능한 트레이드마크인 '스카이훅' 훅슛으로 가장 잘 알려져 있었다. 그의 정규 시즌 경력 득점 합계 38,387점은 거의 39년 동안 NBA 기록이었다. 수비적으로 1973-74 시즌은 블록샷 수가 집계되기 시작한 첫 시즌이었고, 다음 7년 동안 카림은 이 통계에서 리그 1위 또는 2위를 차지했다.
존 우든의 UCLA 프로그램의 또 다른 선수인 빌 월튼은 위대한 센터의 대열에 합류할 준비가 되어 있었다. 그는 UCLA를 1972년과 1973년에 2년 연속 NCAA 타이틀로 이끌었고, 1977년에는 포틀랜드 트레일블레이저스를 NBA 챔피언십으로 이끌었고, 다음 해에는 NBA MVP를 수상했다. 그러나 그의 경력은 부상으로 시달렸는데, 가장 유명한 것은 MVP 시즌 동안 입은 왼쪽 발 골절로 완전히 회복하지 못했고, 다음 10년 대부분을 벤치에서 보냈지만, 1986년 보스턴 셀틱스의 백업 선수로 두 번째 NBA 타이틀을 획득했으며, 이때 식스맨상을 수상했다. 윌리스 리드는 1970년과 1973년에 뉴욕 닉스에서 포인트 가드 월트 프레이저와 함께 두 번의 우승을 차지했다. 6'9"의 키로 센터 포지션에 비해 작았지만, 그는 안쪽에서 플레이할 수 있는 힘을 가지고 있었고, 매우 숙련된 점프 슈터였으며, 닉스의 모션 지향적 공격의 핵심 요소인 픽 설정에 효과적이었다. 빌 러셀의 추천으로 드래프트된 작지만 투지 있는 데이브 코웬스는 1974년과 1976년에 보스턴 셀틱스가 두 번 더 NBA 타이틀을 획득하는 데 도움을 주었다.
1970년대 후반과 1980년대 초반의 주요 센터로는 볼티모어/워싱턴 불리츠의 웨스 언셀드, ABA 켄터키 커널스, 시카고 불스 및 샌안토니오 스퍼스의 아티스 길모어, 휴스턴 로키츠 및 필라델피아 세븐티식서스의 모지스 말론, 골든스테이트 워리어스에서 1980년 NBA 드래프트 전체 1순위로 영입된 보스턴 셀틱스의 로버트 패리시가 있다. 언셀드는 불리츠를 4번의 NBA 결승 진출과 1978년 1번의 우승으로 이끌었다. 그의 체격 부족(6'7", 즉 2.00m)을 힘과 투지로 보완한 그는 리바운드, 블록슛, 뼈아픈 픽으로 유명했다. 그의 팀의 평범함 때문에 종종 간과되었던 아티스 길모어는 리그 최고의 로우포스트 득점자임을 입증했다. 그는 작은 잭슨빌 대학교에서 통산 평균 리바운드(25.2)의 NCAA 디비전 I 기록을 세웠고, 1976년 NBA의 시카고 불스에 합류하기 전에 빛나는 ABA 경력을 누렸다. 1982년 샌안토니오로 트레이드될 때까지 그곳에서 뛰었고, 1987년 은퇴할 때까지 그곳에서 뛰었다. 그는 여전히 59.9%의 야투율(최소 2000개 슛 성공)로 NBA 통산 야투율 선두를 달리고 있다. 고등학교 선수 최초로 프로가 된 말론은 ABA에서 몇 년을 보낸 후 휴스턴 로키츠에 드래프트되었고, 2번의 MVP를 수상했으며 1981년 휴스턴을 첫 NBA 결승으로 이끌기 전 필라델피아 세븐티식서스에 합류하여 줄리어스 어빙과 바비 존스와 팀을 이루어 1983년에 NBA 챔피언십과 세 번째 리그 MVP를 차지했다. 그는 결코 지배적인 수비수는 아니었지만, 그의 민첩성과 끈기로 인해 NBA 역사상 최고의 리바운더 중 한 명이 되었고, 특히 공격 리바운드에서; 그는 7년 동안 6번 리바운드에서 리그를 이끌었으며 여전히 공격 리바운드 NBA 기록을 보유하고 있다.
1980년대 중반, 키 7 ft 4 in (2.24 m)의 마크 이턴은 리그에서 가장 많은 블록을 기록한 선수였고, 주요 공격 기여자는 아니었지만, 두 번의 NBA 올해의 수비수상을 수상하며 부진한 유타 재즈를 플레이오프 컨텐더로 바꾸는 데 도움을 주었다. 이 모든 선수들 중 어느 누구도 로버트 패리시만큼 성공을 누리지 못했다. 그는 래리 버드와 케빈 맥헤일과 함께 보스턴 셀틱스 팀의 전설적인 프런트 코트를 형성하여 세 번의 우승(1981, 1984, 1986)을 차지했다. 셀틱스와 레이커스의 격렬한 라이벌 관계는 10년 동안 NBA를 지배했으며 농구가 전례 없는 인기를 얻는 데 기여했다. 침착한 태도 때문에 영화 뻐꾸기 둥지 위로 날아간 새의 캐릭터 이름을 따 "Chief"라는 별명을 얻은 패리시는 그의 트레이드마크인 아치형 점프슛과 놀라운 스피드로 속공을 마무리하는 능력으로 유명했다. 많은 전문가들은 그를 역대 최고의 미드 레인지 슈팅 센터로 간주했다. 43세까지 뛰었던 패리시는 압둘 자바의 통산 최다 경기 출전 기록을 깼다.
1979-80 시즌에는 3점슛이 도입되었다. '스트레치 5'의 개념은 새로운 밀레니엄까지 오지 않았지만, 빌 레임비어와 잭 식마와 같은 선수들은 경력 후반에 약 30%의 정확도를 가진 믿을 만한 외곽 슛을 개발했다.

### 1990년대: 하킴 올라주원–패트릭 유잉–데이비드 로빈슨–샤킬 오닐 시대

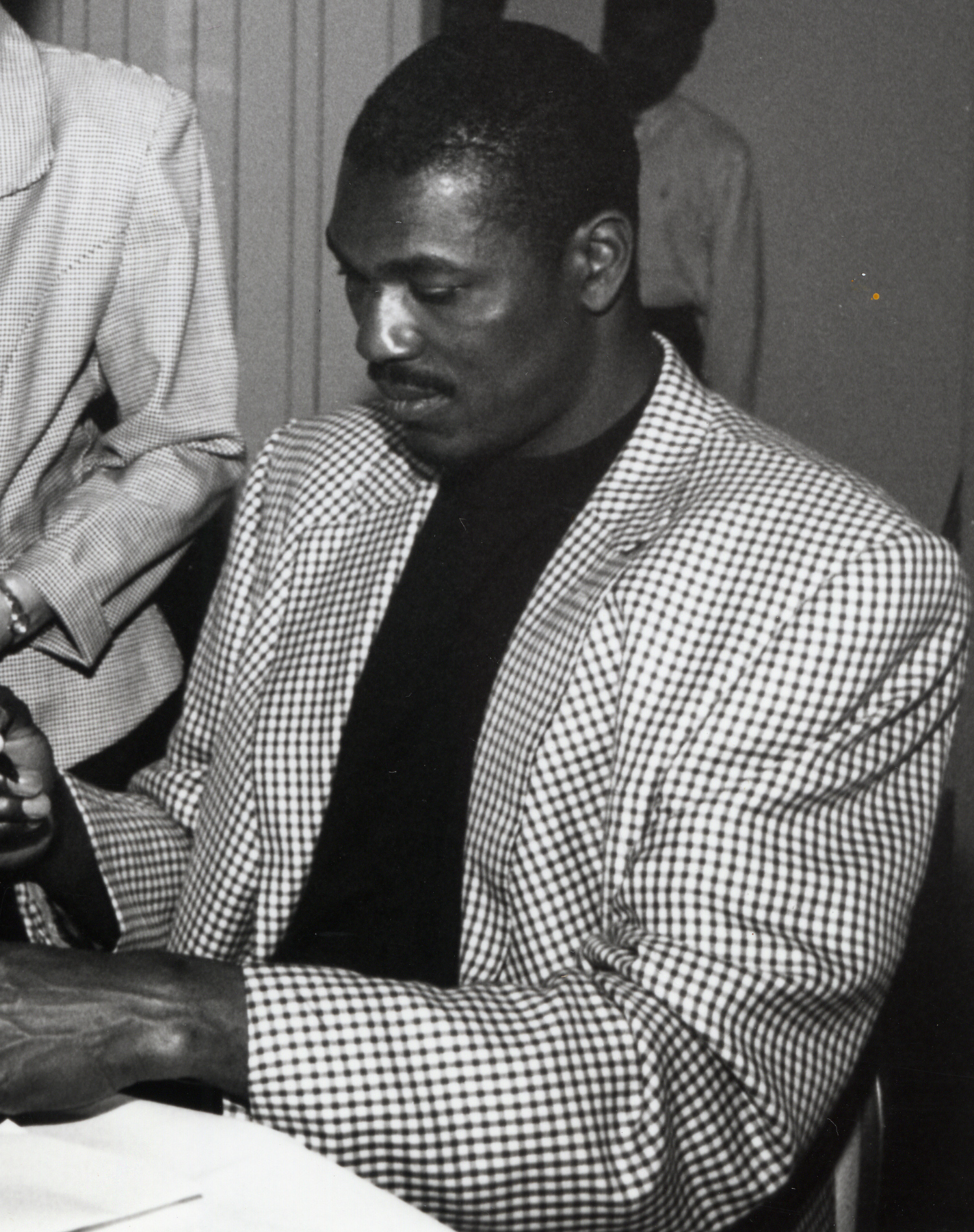
하킴 올라주원

셀틱스에서 빌 러셀의 거의 사용되지 않는 백업 선수였던 존 톰슨 감독은 조지타운 호야스를 센터 포지션의 주요 인재 육성처로 발전시켰으며, 패트릭 유잉, 디켐베 무톰보, 알론조 모닝과 같은 위대한 수비형 빅맨들을 연이어 배출했다. 1984년, 패트릭 유잉이 이끄는 조지타운은 하킴 올라주원이 이끄는 휴스턴 대학교를 꺾고 NCAA 챔피언십에서 우승했다. 1984, 1985, 그리고 1987 NBA 드래프트의 1순위 지명자들은 모두 1990년대 NBA에서 큰 영향력을 미치고 결국 농구 명예의 전당에 입성한 센터들이었다: 1984년 올라주원, 1985년 유잉, 그리고 네이비의 데이비드 로빈슨은 1987년이었다.
나이지리아 출신 하킴 올라주원은 휴스턴 로키츠에 드래프트되었고 파워 포워드 랄프 샘슨과 짝을 이루어 '트윈 타워' 듀오로 불렸다. 그의 두 번째 시즌인 1985-86 시즌에 로키츠는 서부 콘퍼런스 결승에서 레이커스를 상대로 이변을 일으켰다. 올라주원은 1994년과 1995년에 로키츠를 두 번 연속 NBA 챔피언십으로 이끌며 지배적인 선수임을 입증했다. 1993-94 시즌에 그는 NBA 역사상 유일하게 정규 시즌 MVP, 수비 올해의 선수, 그리고 파이널 MVP 상을 같은 시즌에 모두 수상한 선수가 되었다. 수비적으로 올라주원은 압둘 자바의 통산 블록 기록을 깼다. 공격적으로 그는 '드림 셰이크'로 가장 잘 알려져 있었는데, 이는 빅맨 풋워크의 정점으로 여겨지는 일련의 페인트와 스핀 움직임이었다.
자메이카 출신으로 보스턴 도시권을 거쳐 온 유잉은 1985년 뉴욕 닉스에 드래프트되었으며, 17시즌 중 15시즌을 닉스에서 보냈다. 11번의 올스타인 유잉은 강력한 블로커이자 리바운더일 뿐만 아니라 NBA 역사상 최고의 슈팅 센터 중 한 명으로, 베이스라인 점프슛을 소유하고 있었다. 닉스는 동부 콘퍼런스 플레이오프에서 시카고 불스 왕조의 강력한 상대였다. 유잉의 조지타운 주전 센터 후계자인 디켐베 무톰보는 NBA 경력의 대부분을 덴버 너기츠와 애틀랜타 호크스에서 뛰며 압도적인 수비수임을 입증했다. USAID 장학금으로 그의 조국인 자이르에서 미국으로 오기 전에는 농구를 하지 않았던 무톰보는 NBA 역사상 가장 위대한 블로커 중 한 명이었으며, 5년 연속 블록샷에서 NBA 선두를 달렸으며, 그 경력 동안 블록샷에서 하킴 올라주원에 이어 리그 역사상 두 번째로 높은 순위를 기록했다. 그는 또한 4번의 NBA 올해의 수비수상을 수상했으며, 이는 벤 월리스와 같은 기록이다.
1987년 샌안토니오 스퍼스에 드래프트된 로빈슨은 미국 해군사관학교와의 약속 때문에 2년 동안 NBA에 입성하지 않았다. 1989년 도착하자마자 로빈슨은 스퍼스를 즉시 타이틀 컨텐더로 변모시켰고, 결국 10번의 올스타, MVP 및 올해의 수비수가 되었다. 대부분의 센터보다 날씬하지만 더 근육질인 로빈슨은 그의 스피드와 민첩성으로 상대를 앞질렀으며, 믿을 만한 왼손잡이 점퍼를 소유하고 있었다.
1992 NBA 드래프트는 샤킬 오닐의 리그 입성을 알렸는데, 그는 올랜도 매직에 드래프트되었다. 즉시 윌트 체임벌린과 비교된 키 7 ft 1 in (2.16 m), 체중 325-파운드 (147 kg)의 오닐은 잠재적으로 역대 가장 육체적으로 지배적인 선수로 평가받았다. 세 번째 시즌까지 그는 득점에서 리그를 이끌고 매직을 NBA 파이널로 이끌었지만, 그곳에서 휴스턴 로키츠에게 스윕당했다. 1995-96 시즌 후 그는 재건 중인 로스앤젤레스 레이커스와 계약했다. 또한 1992년에 드래프트된 전 조지타운 센터 알론조 모닝은 샬럿 호니츠와 나중에는 마이애미 히트에서 최고의 빅맨임을 입증했으며, 그의 풍부한 블록 능력 덕분에 두 번의 올해의 수비수상을 수상했고 믿을 만한 득점 위협이기도 했다.

### 2000년대: 시대의 변화

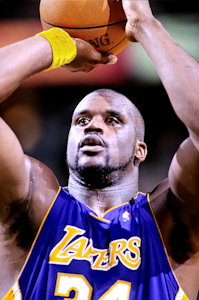
샤킬 오닐

더 많은 국제 선수들이 리그에 진입하면서 1990년대 NBA 판도가 바뀌기 시작했다. 유고슬라비아 출신의 블라데 디바츠와 리투아니아 출신의 아르비다스 사보니스는 각각 1989년과 1995년에 도착하여 새로운 플레이 스타일을 가져왔다. 전통적인 포스트업 센터와 달리 디바츠와 사보니스는 플레이메이킹과 외곽 슈팅에 더 집중했는데, 이는 유럽 스타일 농구의 특징이었다.
세력 균형은 서부 콘퍼런스로 이동했고, NBA는 2000, 2001, 2002, 2009, 2010년에 우승한 로스앤젤레스 레이커스와 1999, 2003, 2005, 2007, 2014년에 우승한 샌안토니오 스퍼스에 의해 지배되었다. 샤킬 오닐과 나중에 야오밍 및 드와이트 하워드와 같은 전통적인 센터가 계속해서 경기를 지배했지만, 센터의 중요성은 변하기 시작했다.
1990년대에는 특히 데니스 로드먼과 찰스 바클리와 같은 더 작은 포워드들이 리바운드, 블록슛, 로우 포스트 수비와 같은 전통적인 센터 기능을 잘 수행했으며, 2000년대에도 계속된 짧고 빠른 포스트 플레이어에 의존하는 경향을 예고했는데, 이는 반복되는 올해의 수비수상 수상자 벤 월리스에 의해 입증되었다. 점점 더 많은 팀들이 사용하는 속공 중심의 공격 스타일에서는 전통적인 센터의 역할이 감소하거나 아예 사라졌다. 많은 재능 있는 빅맨들은 더 다재다능한 파워 포워드 포지션을 선택하여 코트를 뛰어다니고 페인트존 밖에서 플레이할 더 많은 공간을 확보한다. 유럽 농구의 영향을 받아 빅맨의 공격 역할은 디르크 노비츠키, 메멧 오쿠르, 안드레아 바르냐니, 채닝 프라이와 같은 3점슛을 던지는 빅맨들에 의해 입증된 바와 같이 외곽 플레이에 더 많은 강조를 포함하도록 재정의되었다.
가장 중요한 것은 NBA 챔피언십 우승이 이전과 달리 지배적인 센터를 더 이상 필요로 하지 않게 되었다는 것이다. 래리 버드, 마이클 조던, 코비 브라이언트, 르브론 제임스, 케빈 듀랜트, 스테픈 커리와 같은 외곽 선수들이 현대 챔피언 팀의 얼굴이 되었고, 이 경우 그들의 센터는 초석이라기보다는 보완적인 역할을 했다.

### 2010년대–현재: 스트레치 5와 플레이메이킹 센터의 부상
2010년대에 NBA가 스몰볼과 더 외곽 중심적인 플레이 스타일을 수용하면서 센터 포지션의 로우 포스트 기능은 계속해서 줄어들었다. 여전히 더 전통적인 스타일로 플레이하는 몇몇 센터가 있지만, 일부 센터는 외곽 게임에 적응하기 시작했다.

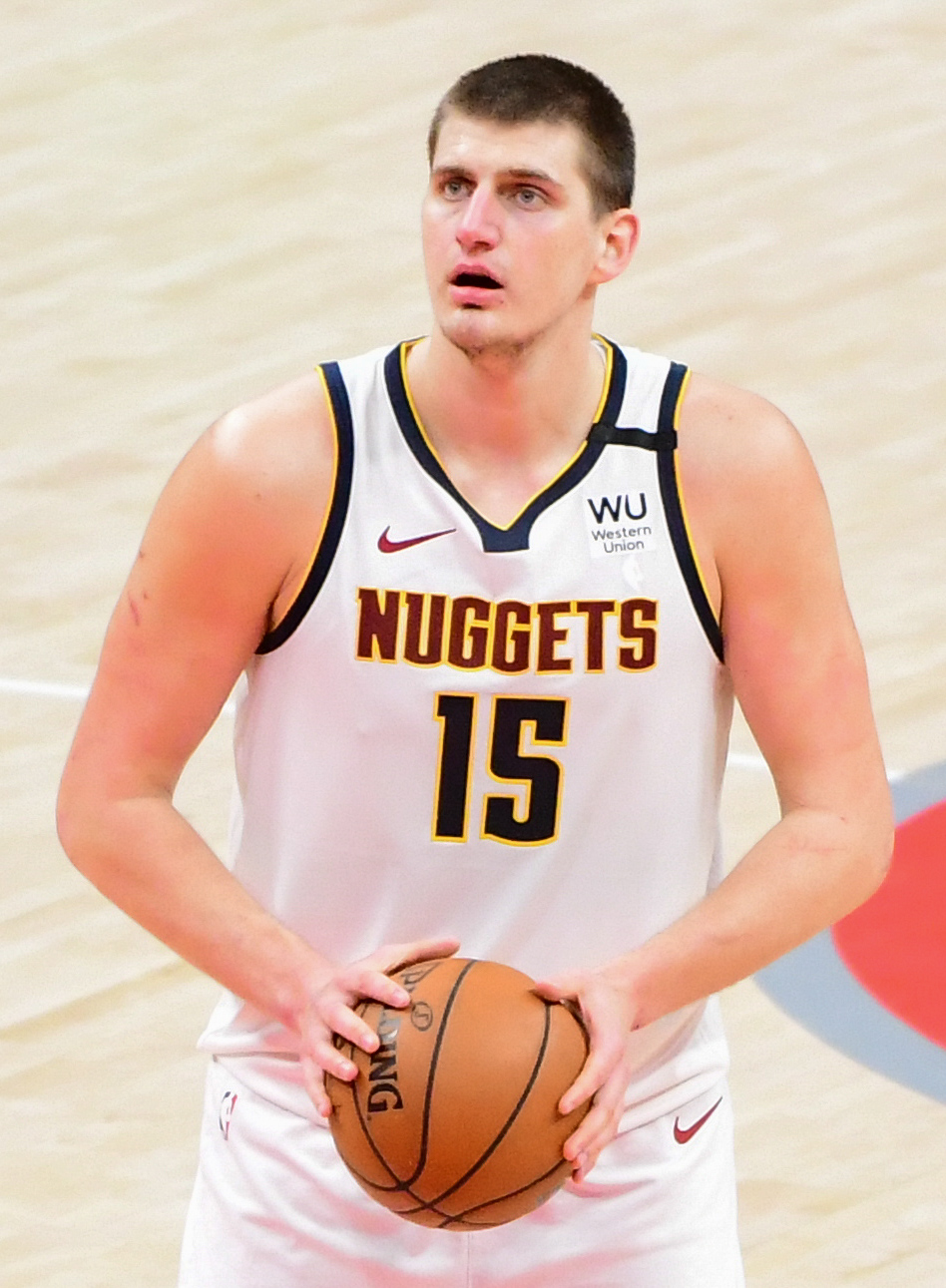
니콜라 요키치

예를 들어, 마이애미 히트는 에릭 스폴스트라 감독이 명명한 "포지션리스" 라인업을 특징으로 했으며, 크리스 보시와 유도니스 하슬렘과 같은 파워 포워드들이 매치업에 따라 센터와 파워 포워드 사이를 이동했다. 히트는 이러한 비전통적인 라인업으로 2012년과 2013년에 두 번의 NBA 챔피언십을 획득했다.
골든스테이트 워리어스는 2015년, 2017년, 그리고 2018년에 더 작고 빠른 그룹인 데스 라인업으로 세 번의 챔피언십을 획득했다. 이 경우 6'7" 포워드 드레이먼드 그린은 종종 센터 포지션에 기용되어 수비 다재다능성, 스피드, 볼 핸들링 기술 및 외곽 슈팅으로 더 큰 센터에게 매치업 문제를 일으켰다.
스트레치 5의 부상은 센터들이 외곽 슈팅을 무기에 추가할 수 있는 길을 열었다. 그들은 때때로 페인트존을 계속 돌아다니지만, 3점슛으로 외곽으로 게임을 확장하기도 했다. 주목할 만한 현대의 스트레치 5에는 알 호포드, 조엘 엠비드, 칼앤서니 타운스, 브룩 로페즈, 마르크 가솔, 그리고 크리스탑스 포르진지스가 있다.
스몰볼 혁명의 또 다른 부산물은 가드와 같은 기술을 가진 빅맨들의 출현이다. 그 예로 니콜라 요키치가 있는데, 그의 키에 비해 뛰어난 패스 능력은 2010년대 후반과 2020년대 초반에 덴버 너기츠를 컨텐더로 만들었고, 2023년 첫 NBA 챔피언십을 우승했다. 키 7'4"의 빅토르 웸바냐마도 프랑스 프로 리그를 지배하며 높은 평가를 받는 유망주로 떠올랐고, 2023 NBA 드래프트 1순위로 샌안토니오 스퍼스에 드래프트되었다.
2021년 이전에는 샤킬 오닐이 2000년에 NBA MVP 상을 수상한 마지막 센터였다. 2020년대 상반기에는 센터들이 총 4개의 MVP 상을 수상했는데, 요키치가 2021년, 2022년, 2024년에 3개의 상을, 엠비드가 2023년에 수상했다.

## 여자 농구에서
여자 농구에서 키 7 ft 0 in (2.13 m)의 울랴나 세묘노바는 센터 포지션을 뛰며 소련 여자 팀이 1976년과 1980년에 두 개의 올림픽 금메달을 획득하는 데 도움을 주었고, 국제 경기에서 단 한 번도 패하지 않았다. 세묘노바는 또한 그녀의 클럽 팀인 TTT 리가를 15개의 유럽 챔피언스 컵 우승으로 이끌었다. 키 6 ft 8 in (2.03 m)의 앤 도노반은 올드 도미니언 대학교 레이디 모나크를 1979년 AICW 챔피언십으로 이끌었고, 1983년에는 최초의 여성 네이스미스 대학 올해의 선수 수상자가 되었으며, 이후 일본과 이탈리아에서 성공적인 프로 경력을 누렸다.

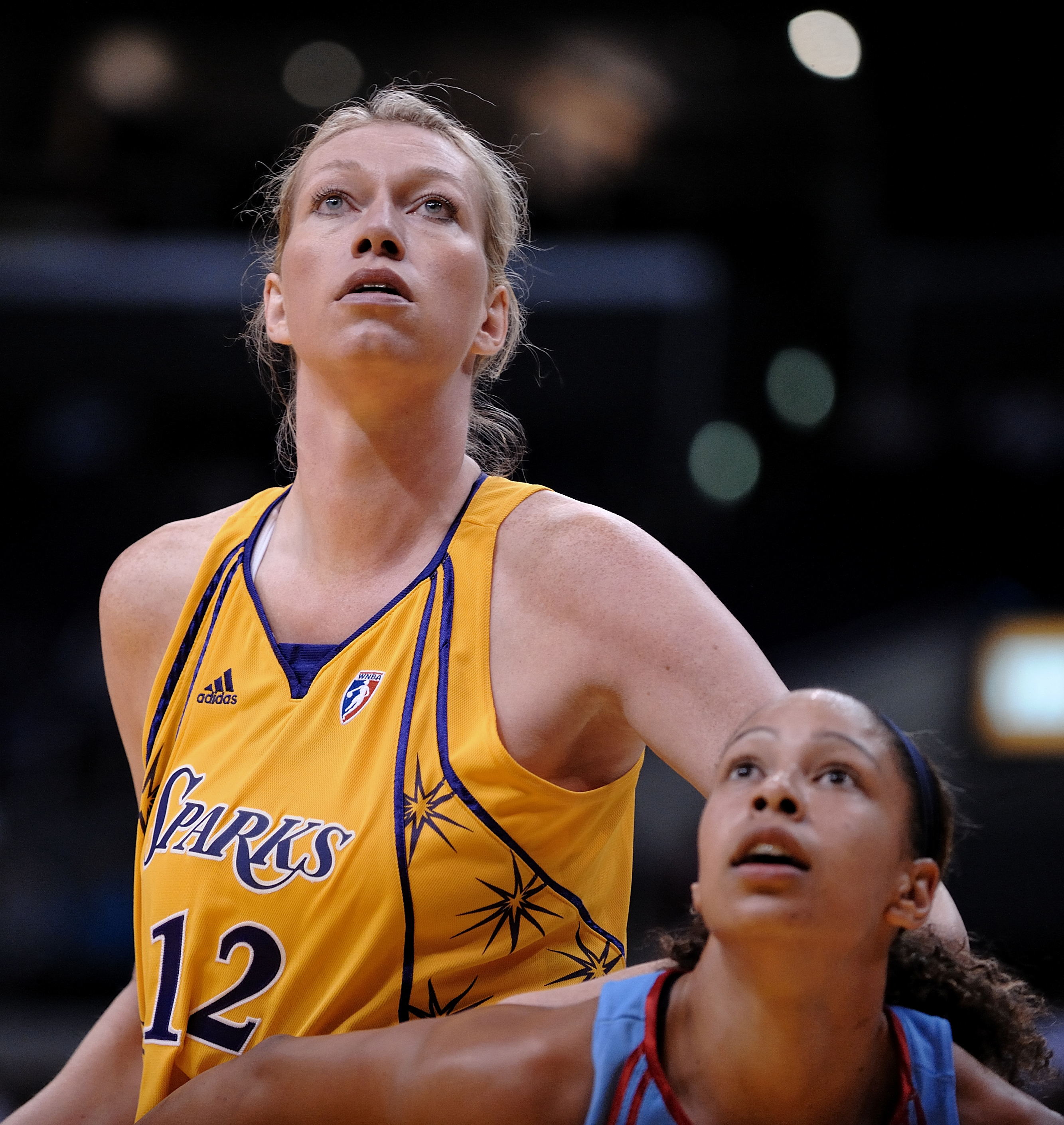
마우고자타 디데크

WNBA가 출범하면서 리사 레슬리는 최고의 센터이자 리그에서 가장 인기 있는 선수로 자리매김했다. WNBA 최초로 3,000점 이정표를 달성한 그녀는 로스앤젤레스 스파크스를 2001년과 2002년에 연속으로 우승으로 이끌었으며, WNBA 경기에서 덩크슛을 성공시킨 최초의 선수라는 영예를 안았다. 여자 농구의 다른 저명한 센터로는 시애틀 스톰의 호주 선수 로런 잭슨과 디트로이트 쇼크의 칼 말론의 딸 셰릴 포드가 있다. 잭슨은 또한 매우 뛰어난 외곽 슈터이기 때문에 포워드 센터로 간주될 수 있으며, 한 시즌에 3점슛 성공률에서 WNBA를 이끌었다. 레베카 로보는 1995년에 코네티컷 허스키스를 NCAA 챔피언십으로 이끌었지만, ACL 부상으로 완전히 회복하지 못했으며 실망스러운 프로 경력을 보냈다. 오클라호마 대학교에 있을 때 코트니 패리스는 단일 시즌에 700점, 500 리바운드, 100 블록을 기록한 유일한 NCAA 선수(남녀 불문)가 된 후 다음으로 지배적인 여성 센터로 여겨졌지만, WNBA 경력은 실망스러웠고 2010년 그녀의 두 번째 시즌이 시작되기 전에 웨이브되었다. WNBA에서 가장 키가 큰 센터는 사망한 폴란드 출신 마우고자타 디데크로, 키 7'2"로 경기당 평균 블록(2.72) 및 통산 블록(877)에서 여전히 리그 선두를 달리고 있으며, 은퇴하기 전에 레슬리보다 40경기를 덜 뛰었음에도 불구하고 이 부문에서 레슬리를 확실히 앞서고 있다.

## 같이 보기
- 역대 NBA 최장신 선수 목록